# Сазонов, Иван Александрович
Ива́н Алекса́ндрович Сазо́нов (13 ноября 1916, д. Разбердеево, Рязанская губерния, Российская империя — 24 ноября 1992, пос. Пироговский, Мытищинский район, Московская область, Россия) — участник Великой Отечественной войны, Герой Советского Союза.

## Биография
Родился 13 ноября 1916 года в деревне Разбердеево Рязанской губернии. Окончил девять классов.
Работал в городе Калининграде Московской области.
В 1936—1938 годах проходил действительную службу на Дальнем Востоке. Участник боёв у озера Хасан.
В 1941 году окончил курсы усовершенствования командного состава.
С июня 1941 по март 1942 года участвовал в боевых действиях на Западном фронте. За это время был трижды ранен.
С октября 1942 года на Юго-западном фронте. 3 октября 1943 был тяжело ранен. C января 1944 года на 3-м и 4-м Украинском фронтах. C октября 1944 на 1-м Белорусском фронте.
Весной 1945 года командир 8-й стрелковой роты 988-го стрелкового полка, 230-й стрелковой дивизии, 9-го стрелкового корпуса, 5-й Ударной армии старший лейтенант Иван Сазонов особенно отличился во время Берлинской наступательной операции. 24 апреля 1945 года его рота первой в полку форсировала реку Шпрее в районе Трептов, захватила плацдарм и удерживала его до подхода основных сил полка.
Успешно действовала рота Сазонова и в уличных боях в Берлине. 24 апреля 1945 года в одной из схваток Сазонов получил тяжёлое ранение и был эвакуирован в госпиталь.
Указом Президиума Верховного Совета СССР от 31 мая 1945 года Ивану Александровичу Сазонову присвоено звание Героя Советского Союза.
С 1946 года капитан Иван Александрович Сазонов — в запасе. Работал в посёлке Пироговский Московской области на фабрике «Пролетарская Победа».
Умер в 1992 году. Похоронен в посёлке Пироговский.

## Награды
- Медаль «Золотая Звезда» (1945);
- орден Ленина (1945);
- орден Кутузова 3 степени (1945);
- орден Отечественной войны 1 степени (1985);
- два ордена Красной Звезды (1938, 1944);
- медали.